# UFC on ESPN: Moreno vs. Erceg
UFC en ESPN: Moreno vs. Erceg (también conocido como UFC on ESPN 64) fue un evento de artes marciales mixtas producido por Ultimate Fighting Championship que se llevó a cabo el 29 de marzo de 2025 en la Arena Ciudad de México en la Ciudad de México, México.

## Antecedentes
El evento marcó la séptima visita de la promoción a la Ciudad de México y la primera desde UFC Fight Night: Moreno vs. Royval 2 en febrero de 2024.
Está previsto que el evento principal sea una pelea de peso mosca entre el dos veces campeón de la división Brandon Moreno y el ex retador al título Steve Erceg.
Una pelea de peso mosca femenino entre Yazmin Jauregui y Dione Barbosa estaba programada para este evento. Sin embargo, debido a que Jauregui no quería enfrentarse a Barbosa, esta fue reemplazada por Julia Polastri en una pelea de peso paja. A su vez, la propia Jauregui se retiró de la pelea debido a una lesión y fue reemplazada por Loopy Godínez.
Se programó una pelea de peso mediano entre el ex retador interino al Campeonato de Peso Medio de UFC Kelvin Gastelum y Joe Pyfer para este evento.  A pesar de que ambos pasaron la báscula, la pelea se canceló el día del evento debido a la enfermedad de Pyfer.
En el pesaje, Ronaldo Rodríguez dio 127 libras, una libra por encima del límite de peso mosca para peleas sin título. El combate se llevó a cabo en peso pactado y Rodríguez recibió una multa del 20% de su bolsa, que fue para su oponente Kevin Borjas.

## Bonificaciones
Los siguientes peleadores recibieron bonificaciones de 50.000 dólares.
- Pelea de la Noche: No se otorga bonificación.
- Actuación de la Noche: Manuel Torres, Edgar Chairez, David Martínez y Ateba Gautier